# Cotana bakeri
Cotana bakeri är en fjärilsart som beskrevs av James John Joicey och Talbot 1917. Cotana bakeri ingår i släktet Cotana och familjen Eupterotidae. Inga underarter finns listade i Catalogue of Life.